# Kata du gōjū-ryū
 (août 2007).
Le gōjū-ryū est une forme du karaté. Il existe différents katas développés par de nombreux maitres au cours des ans.
Le style  gōjū-ryū comporte 12 katas, dont 9 ont été ramenés en droite ligne de Chine par maître Kanryo Higaonna à la fin du XIXe siècle. Ils ont tous conservé leurs appellations d'origine en chinois du Fujian, bien que prononcé à la japonaise. Ces katas sont : Sanchin, un kata respiratoire de renforcement et de travail interne, ainsi que Saifa, Seiyunchin, Sepai, Shisochin, Seisan, Sanseiru, Kururunfa, Suparinpei, qui sont, eux, des katas de combats. Plus tard, Maître Chojun Miyagi modifia, en fait, le kata Sanchin, qui se pratique aujourd'hui poings fermés. Par ailleurs, Chojun Miyagi créa 3 autres katas : Gekisai dai ichi et Gekisai dai ni qui sont des katas pour les ceintures inférieures et le kata Tensho, inspiré d'un autre kata chinois (Rokkishu) qu'il avait vu lors d'un voyage dans ce pays et qui se travaille mains ouvertes, comme pour les Kakie (exercice de mains collantes). Tensho met l'accent sur la fluidité dans les techniques et est considéré comme le kata complémentaire du kata Sanchin. Les déplacements de ces deux katas sont d'ailleurs quasi similaires. Les katas du Goju-Ryu ont fait ces dernières années (entre 1995 et 2005) le succès de nombreux compétiteurs lors des championnats du Monde de karaté WKF.

## Katas
Les noms des kata offrent plusieurs possibilités de traduction. Ceux qui portent comme nom un chiffre ne posent aucun problème. 
Les diverses écoles du style Gojuryu classent les kata dans des ordres parfois différents et n'ont pas toutes les mêmes exigences liant tel kata à tel dan.

### 撃碎受 GEKISAI DAI ICHI (Aller à l'attaque,frapper et détruire)
Le Kata Gekisai Dai Ichi fut créé par Chojun Miyagi en 1940 pour populariser le karaté. C'est un kata pour les débutants que l'on enseigne dans la plupart des variantes Goju-Ryu (Gôjû Ryû). Il s'agit d'un kata d'enseignement qui prépare les katas anciens. Il est requis pour tous ceux qui désirent passer leur ceinture noire 1er dan.
Il est aussi possible de l'écrire : 撃砕大一

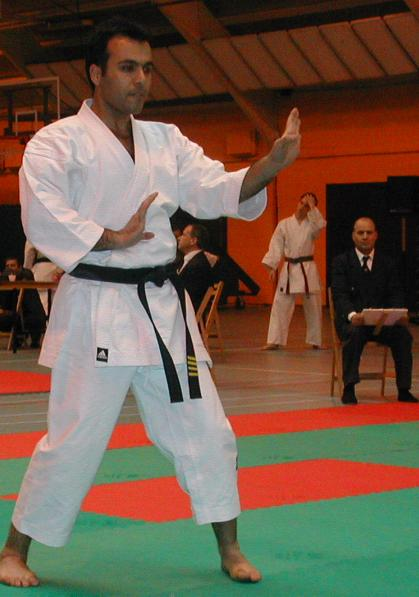
Shihan Ali Azizi dans Suparinpei

### 撃碎受二 GEKISAI DAI NI (Aller à l'attaque,frapper et détruire)
Comme le Kata Gekisai Dai Ichi, le Kata Gekisai Dai Ni fut créé par Chojun Miyagi en 1940 également pour populariser le karaté et fournir un kata aux débutants. C'est un kata requis pour la ceinture verte. Il est requis pour tous ceux qui désirent passer leur ceinture noire 1er dan. Idem à GEKISAI DAI ICHI, il s'agit d'un kata d'enseignement qui prépare les katas anciens.
Il est aussi possible de l'écrire : 撃砕大二

### 碎破 SAïFA (Déchirer et détruire)
Le Kata Saifa est d'origine chinoise. Il fut importé à Okinawa par Kanryo Higaonna. Il est requis pour la ceinture bleue et fait partie du programme du passage de grade du 1er dan.
Ce kata est très intéressant par ses techniques peu communes telles que des Ira ken (frappes doigts pliés) ou agripper l'adversaire par la tête ou les cheveux.

### 制引戦 SEIYUNCHIN (Contrôler et tirer)
Seienshin est un kata chinois très ancien et ses origines proviennent probablement de la période où la Chine était sous la domination Qing. Il incarne le lien entre le Goju et le style "Grue blanche". Tous les mouvements sont effectués avec les bras. Aucune technique de pied n'est présente, une particularité peu commune dans les kata. Il est requis pour tous ceux qui désirent passer leur ceinture noire 1er dan.
Il est aussi possible de l'écrire : 征遠鎮

### 三十六手 SANSEIRU (36 mains)
Le Kata Sanseiru contient des mouvements effectués dans quatre directions avec des techniques utilisées pour un combat proche. 
Il démarre comme Sanchin en morote uke mais avec rapidité dans l'exécution des Gyaku suki. Il est aussi caractérisé par des Yoko geri fumikomi gedan (coup de pied bas tranchants)
Il est requis pour tous ceux qui désirent passer leur ceinture noire 2e dan.

### 十八手 SEPAI (18 mains)
Ce kata d'origine chinoise est  considéré comme étant le kata du Tigre. Il est aussi la suite de Seisan. Il possède nombre de mouvements de saisies pratiquées, entre autres, sur les bras.

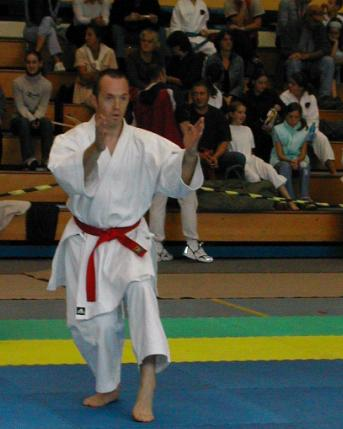
Kata Shisochin par Sensei Franck Duboisse

### 四向戦 SHISOCHIN (Lutter dans 4 directions)
Le Kata Shisochin est d'origine chinoise, il fut enseigné à Kanryo Higaonna par les Ryuku Ryu. On dit que c'était le kata favori de Chojun Miyagi. Il est caractérisé par beaucoup de coups de coudes réalisés mains ouvertes... ce qui leur donne plus d'amplitude. Ce kata est demandé à partir du passage du 2e dan.
Il est aussi possible de l'écrire : 土壮鎮

### 十三手 SEISAN (13 mains)
Traditionnellement, le style Goju-ryu (Gôjû Ryû) dépend de plusieurs techniques qui comportent des saisies, pendant que l'on frappe l'adversaire aux points vulnérables de son corps. Le Kata Seisan est un parfait exemple de ce principe. Il contient 8 techniques de défense et 5 techniques d'attaque avec des changements de direction, d'où le nom de Seisan. La forme fait ressortir les caractéristiques d'un combat très proche, utilisant des techniques de frappe courtes et des coups de pied bas afin de percer les défenses de l'adversaire. Seisan est un kata très important dans le style Goju-ryu (Gôjû Ryû).

### 久留頓破 KURURUNFA (Paix et tranquillité pour toujours)
Kururunfa est un kata avancé, ramené de Chine. Il comporte des mouvements d'esquive (Tai Sabaki). On notera également la présence du coup de pied fétiche du Goju : kansetsu geri. Ce coup de pied est pratiqué sur le genou de l'adversaire.

### 壱百零八手 SUPARINPEI (108 mains)
Suparinpei a un sens très spécial dans la religion bouddhiste. Il représente les 108 passions du diable. Dans les temples bouddhistes, 108 coups de cloches retentissent le 31 décembre à minuit, afin de chasser les mauvais esprits. C'est le kata le plus long du Goju-Ryu (Gôjû Ryû) et assurément le plus beau.

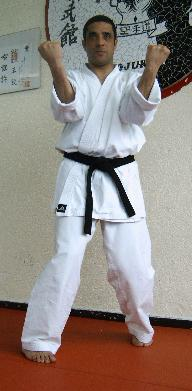
Sanchin - le kata "phare" du Goju par Sensei Azzedine Rhaiti

### 三戦 SANCHIN (Les 3 batailles)
Sanchin fut importé de Chine par Kanryo Higaonna. Il s'agit d'un kata respiratoire, il est difficile à réaliser parfaitement bien qu'il y ait peu de mouvements.
C'est le kata le plus important et représente le style Goju-Ryu. Le chiffre trois est appliqué aux 3 batailles incarnées dans ce kata : celle du corps, celle de la mémoire et enfin celle de l'esprit. Il y a plusieurs versions. Une courte qui finit avec deux mawashi uke à la fin et une longue avec deux mawaté. Ce kata est présenté au passage du premier dan. Même si ce kata apparaît peu martial, ses applications en bunkaï (interprétation des mouvements de katas dans la réalité d'un combat) sont particulièrement intéressants et étonnamment réalistes en combat rapproché. 

### 転掌 TENSHO (Les mains tournantes)
Tensho fut créé par Chojun Miyagi. Tout comme sanchin, c'est un kata respiratoire. C'est une combinaison de mouvements de mains souples et fluides, avec une forte tension dynamique en fin de mouvement, une respiration profonde et une force de concentration dans le Tanden (point de force). C'est un Kata caractéristique du style Goju (Gôjû Ryû). Ce kata est extrêmement esthétique à regarder.